# 秋山寿延
秋山 壽延（あきやま としのぶ、1944年7月15日 - ）は、日本の裁判官、公証人。最高裁判所事務総局総務局第一課長、最高裁判所上席調査官、福島地方裁判所所長、東京高等裁判所部総括判事等を歴任した。

## 人物・経歴
中央大学卒業後、東京地方裁判所判事補、最高裁判所事務総局公報課付、最高裁判所事務総局行政局参事官、最高裁判所事務総局行政局第二課長、最高裁判所事務総局総務局第一課長、最高裁判所上席調査官等を経て、2000年福島地方裁判所所長。2002年東京高等裁判所部総括判事。2005年神田公証役場公証人。

## 裁判
- 桶川ストーカー殺人事件の民事訴訟控訴審で、埼玉県警察の捜査怠慢を認定した[2]。

## 著書
- 『手形小切手の法律相談』学陽書房 1973年